# Lilienhoff
Lilienhoff er et landsdækkede ejendomsmæglerfirma der er specialiseret i salg af liebhaveri og liebhaverboliger. Virksomheden blev stiftet i 1974 af Søren Lilienhoff.
Lilienhoff har kontorer i Odense, København, Aarhus, Haderslev, Holstebro, Herning, Holbæk og Næstved.
Lilienhoff sælger villaer, sommerhuse, ejerlejligheder, godser, herregårde, slotte og alle andre typer boliger, der kan karakteriseres som liebhaveri.
I dag ejes virksomheden af Hans Lilienhoff og Peter Demant Milton.